# Vincetoxicum jailicola
Vincetoxicum jailicola là một loài thực vật có hoa trong họ La bố ma. Loài này được Juz. miêu tả khoa học đầu tiên năm 1951.